# Dulce María
Dulce María Espinosa Saviñón (* 6. Dezember 1985 in Mexiko-Stadt) ist eine mexikanische Kinderdarstellerin, Schauspielerin, Sängerin und Songwriterin.

## Karriere
Dulce Maria begann ihre Schauspielkarriere bereits im Kindesalter. Im Alter von acht Jahren machte sie ihre ersten TV-Erfahrungen, in der Serie „Plaza Sesamo“, einer mexikanischen Version der Sesamstraße. Außerdem trat sie in ihren frühen Schauspieltagen, in „El Club de Gaby“ und „Discovery Kids“ auf.
1996 wurde sie Mitglied einer Musicalgruppe namens „Kids“, mit der sie ein paar Hit-Singles wie La Mejor de Tus Sonrisas und Prende el Switch. 1999, nur drei Jahre später verließ sie die Gruppe, um mit ihrem damaligen festen Freund Daniel Habif eine neue zu gründen. Doch bevor es dazu kam, wurde die Beziehung beendet.
Im Jahr 2000 ersetzte sie ein ehemaliges Mitglied der Pop-Band „Jeans“, die sie 2002 wieder verließ, um in der Serie „Clase 406“ ihre erste berühmte Rolle zu spielen. 2004 wurde sie ein Mitglied der Gruppe RBD, einer Spin-off-Band der mexikanischen Serie Rebelde, in der sie die Rolle der Roberta Pardo übernahm. 2009 trennte sich die Gruppe.
Dulces Bekanntheitsgrad stieg rapide an, als sie neben dem Singen auch Werbeverträge, u. a. mit Pepsi und Garnier angenommen hatte.
Für RBD war Dulce auch als Songwriterin tätig. Sie schrieb die Songs Quiero Poder und Te Daría Todo.

## Dulce Amango
2008 veröffentlichte Dulce ein Buch, das ihre Gedichtesammlung und Zeichnungen, die in der Zeit ihrer Kindheit bis zur Gegenwart entstanden, beinhaltet.

## Filmografie (Auswahl)
- 2008: Una vez más (Film)
- 2008: Agente 00-p2 (Animations-Film)
- 2007: RBD: La Familia (TV-Serie)
- 2004–2006: Rebelde (TV-Serie)
- 2002–2003: Clase 406 (TV-Serie)
- 2000: Locura de Amor (TV-Serie)
- 2000: Bienvenida al Clan
- 2000: Primer amor… a mil por hora (TV-Serie)
- 2000: Siempre te Amare (TV-Serie)
- 1999: DKDA (TV-Serie)
- 1999: Infierno en el Paraiso (TV-Serie)
- 1999: Inesperado Amor
- 1999: Nunca te Olvidare (TV-Serie)
- 1998: Huracan (TV-Serie)
- 1996: El Vuelo del aguila (TV-Serie)

## Diskografie
Alben
- 2010: Extranjera
- 2011: Extranjera - Segunda parte
- 2017: DM

Singles
- 2010: Extranjera

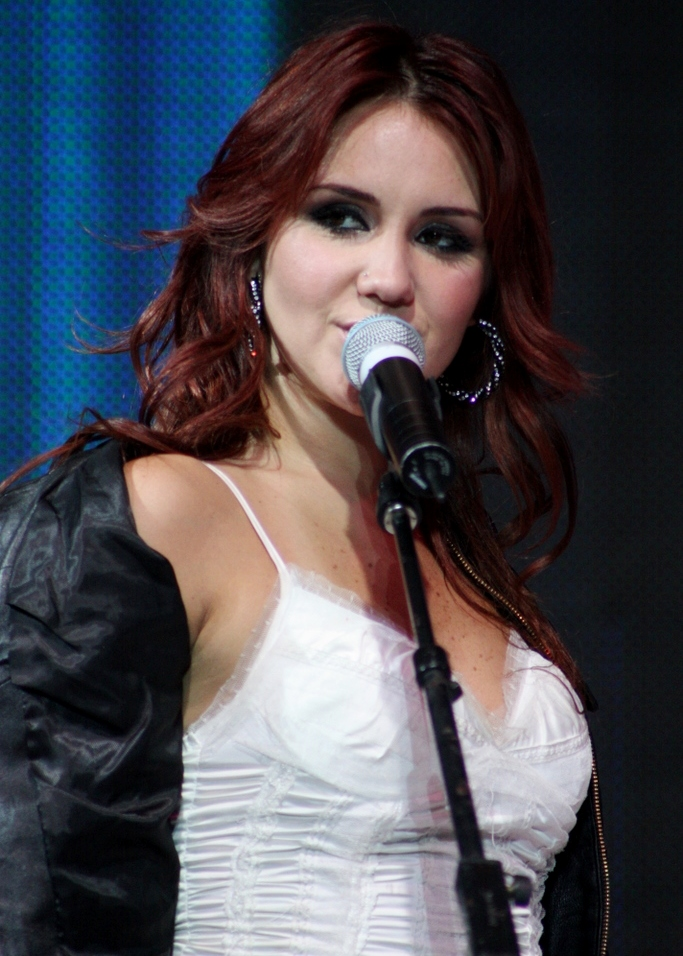
Dulce María

- 2014: No regresa más (mit Henry Mendez)

## Auszeichnungen für Musikverkäufe
| Goldene Schallplatte - Brasilien - 2011: für das Album Extranjera - 2024: für die Single Inevitable |

| Land/RegionAuszeichnungen für Musikverkäufe (Land/Region, Auszeichnungen, Verkäufe, Quellen) | Gold     | Platin | Verkäufe | Quellen             |
| -------------------------------------------------------------------------------------------- | -------- | ------ | -------- | ------------------- |
| Brasilien (PMB)                                                                              | 2× Gold2 | —      | 50.000   | pro-musicabr.org.br |
| Insgesamt                                                                                    | 2× Gold2 | —      |          |                     |